# TSC Rot-Weiß Rüsselsheim
Der TSC Rot-Weiß Rüsselsheim (vollständig: Tanzsportclub Rot-Weiß Rüsselsheim der Turngemeinde 1862 Rüsselsheim e. V.) ist ein Tanzsportverein in Rüsselsheim, der als eine Abteilung zur 1862 gegründeten Turngemeinde 1862 Rüsselsheim e. V. (TG 1862 Rüsselsheim) gehört. Die TG 1862 Rüsselsheim ist mit circa 3.500 Mitgliedern Rüsselsheims größter Sportverein. Davon entfallen etwa 400 Mitglieder auf den TSC Rot-Weiß Rüsselsheim. Der Verein verfügt über mehrere Lateinformationen und eine Standardformation sowie mehrere Latein- und Standardpaare. Weiterhin verfügt der Verein über Breitensportangebote im Bereich Gesellschaftstanz, Jazz Dance, Orientalischer Tanz, Flamenco, Ballett sowie Videoclip-Dancing und Hip-Hop. Die Lateinformation (A-Team) tanzt in einer Formationsgemeinschaft in der 1. Bundesliga.

## Geschichte
Der heutige TSC Rot-Weiß Rüsselsheim wurde am 1. März 1974 als TG-Tanzkreis gegründet. Aus dem Tanzkreis entstand in den 1970er-Jahren eine erste Formation, die Standard- und Nostalgietänze präsentierte. Anfang der 1980er-Jahre wurde der TG-Tanzkreis in Tanzsportclub Rot-Weiß Rüsselsheim umbenannt und in den Deutschen Tanzsportverband aufgenommen. Es folgten erste Teilnahmen an Formations- und Einzeltanzturnieren in Standard und Latein. Zu den Breitensport- und Turniertanzgruppen kamen neben einer in der TG 1862 Rüsselsheim bestehenden Ballettgruppe, die dem TSC Rot-Weiß Rüsselsheim angegliedert wurde, weitere Angebote wie Kindertanz, New Vogue, Orientalischer Tanz, Stepptanz und Jazz und Modern Dance hinzu.
Nach den ersten Auftritten im Bereich Formationstanzen Anfang der 1980er-Jahre folgte eine längere Pause. Seit Ende der 1990er-Jahre hat der TSC Rot-Weiß Rüsselsheim wieder Tanzformationen. Zunächst entstand eine Lateinformation, später dann auch eine Standardformation. In beiden Bereichen gab es zeitweise ein A- und ein B-Team.

## Standardformationen

### A-Team
Die Standardformation des TSC Rot-Weiß Rüsselsheim wurde im Sommer 2003 von Tänzern gegründet, die zuvor bereits in einer 1999 gegründeten Formation des TTSC Kronberg tanzten. Die Mannschaft trat in der Saison 2000/01 mit dem musikalischen Thema „Elisabeth“ erstmals in der Oberliga Süd Standard an und schaffte 2002 den Aufstieg in die Regionalliga Süd Standard. Die Saison 2004/05 beendete die Standardformation auf dem zweiten Platz der Regionalliga Süd, verpasste im anschließenden Aufstiegsturnier mit einem vierten Platz aber den Aufstieg in die 2. Bundesliga Standard. Ein Jahr später erreichte die Mannschaft mit dem musikalischen Thema „Afrika“ den ersten Platz der Regionalliga Süd. Im anschließenden Aufstiegsturnier zur 2. Bundesliga in Dorsten sicherte sich die Mannschaft 2006 mit dem zweiten Platz den Aufstieg.
Seit der Saison 2006/07 tanzte das A-Team des TSC Rot-Weiß Rüsselsheim in der 2. Bundesliga Standard. Musikalische Themen waren:
- 2006/07: „Afrika“, 3. Platz
- 2007/08: zunächst „Beatles“, aufgrund des schlechten Abschneidens in den ersten beiden Ligaturnieren wurde anschließend aber wieder eine Choreographie zum Thema „Afrika“ getanzt; 6. Platz
- 2008/09: „Beatles“, 4. Platz
- 2009/10: „Beatles“, 4. Platz
- 2010/11: „Michael Jackson“, 6. Platz
- 2011/12: „Michael Jackson“, 8. Platz.

Am Ende der Saison 2011/12 stieg die Mannschaft in die Regionalliga Süd Standard ab, schaffte jedoch mit dem ersten Platz der Regionalliga den direkten Wiederaufstieg in die 2. Bundesliga Standard. Nach dem erneuten Abstieg in die Regionalliga löste sich die Mannschaft nach der Saison 2013/14 auf. Getanzt wurde zuletzt eine Choreographie zum musikalischen Thema „Game On“. Trainer der Mannschaft waren Peter Hahne und Tina Schildge.
In der Saison 2016/17 startete erneut eine Standardformation des TSC Rot-Weiß Rüsselsheim in der Regionalliga Süd Standard bzw. in der Saison 2017/18 in der zusammengelegten Regionalliga Süd/West Standard. Musikalisches Thema ist „Michael Jackson“, Trainerin der Mannschaft ist Tina Schildge.

### B-Team
Das B-Team startete erstmals in der Saison 2006/07 in der Oberliga Süd Standard, schaffte aber bereits nach einer Saison den Aufstieg in die Regionalliga Süd Standard. In der Saison 2007/08 trat die Mannschaft mit einer Choreographie zu „Afrika“ in der Regionalliga Süd an und sicherte sich mit dem dritten Platz in der Liga die Teilnahme am Aufstiegsturnier zur 2. Bundesliga Standard. In der Saison 2008/09 trat die Mannschaft zum neuen Thema „Beatles“ erneut in der Regionalliga Süd an und erreichte erneut den dritten Platz. Das B-Team trat noch in der Saison 2009/10 und zuletzt in der Saison 2010/11 zu Ligawettkämpfen an.
Trainer waren zuletzt Peter Hahne und Tina Schildge.

## Lateinformationen

### A-Team
Das A-Team des TSC Rot-Weiß Rüsselsheim wurde Ende 1997 von Lateinturnierpaaren des Clubs gegründet und ging Anfang 1998 in der Landesliga Süd Latein mit dem musikalischen Thema „Grease“ an den Start. Bereits ein Jahr später, in der Saison 1998/99, wurde mit dem zweiten Platz in der Landesliga Süd der Aufstieg in die Oberliga Süd Latein geschafft. Mit einer Choreographie zur Musik von „Miss Saigon“ ertanzte sich die Mannschaft in der Oberliga Süd sofort den ersten Platz und stieg in die Regionalliga Süd Latein auf. Es folgten fünf Jahre in der Regionalliga Süd, zunächst nochmal zum musikalischen Thema „Miss Saigon“ und dann zu den Themen „Swing 2000+2“, „Swing 2000+3“ und zwei Jahre „Music, Songs & Melodies“. Ab der Saison 2005/06 tanzte das A-Team des TSC Rot-Weiß Rüsselsheim für drei Jahre in der Oberliga Süd, zunächst zwei Jahre zum musikalischen Thema „La Dolce Vita“ und dann zum Thema „Rocky“, mit dem die Mannschaft die Liga gewann und in die Regionalliga Süd Latein aufstieg. In der Saison 2008/09 trat die Mannschaft mit dem musikalischen Thema „Pulp Fiction“ in der Regionalliga Süd und in der Saison 2009/10 mit dem Thema „Swing 2010“ in der Oberliga Süd.
Nachdem in der Saison 2010/11 keine Latein-Mannschaft des Verein zu Ligawettkämpfen antrat, gab es in den Folgejahren wieder ein A-Team, das in der Oberliga Süd tanzte: 2011/12 und 2012/13 zum musikalischen Thema „Rocky“ und 2013/14 und 2014/15 zum musikalischen Thema „The Final Countdown“.
2015 beschloss der Verein, im Bereich der Lateinformation eine Formationsgemeinschaft mit den Vereinen TC Blau-Orange Wiesbaden und TSC Metropol Hofheim einzugehen. Beide Vereine hatten zuvor eine Formationsgemeinschaft mit dem TSC Fischbach gebildet. Das A-Team der Formationsgemeinschaft hatte die Regionalliga Süd Latein in der Saison 2014/15 gewonnen und war in die 2. Bundesliga Latein aufgestiegen.
In der Saison 2015/16 tanzte die Formationsgemeinschaft zum musikalischen Thema „The Final Countdown“ und in der Saison 2016/17 zum musikalischen Thema „Siamo Noi“ in der 2. Bundesliga und belegte am Ende jeweils den dritten Platz. Im Sommer 2017 rückte die Mannschaft in die 1. Bundesliga Latein nach, nachdem der Grün-Gold-Club Bremen sein B-Team aus der Bundesliga zurückgezogen hatte.
In der Saison 2017/18 tanzt die Mannschaft zum musikalischen Thema „Here & Now“ in der 1. Bundesliga Latein.
Trainer des A-Teams sind Sebastian Berg, Christian Konieczny und Sandra Kärger.

### B-Team
Das B-Team des TSC Rot-Weiß Rüsselsheim trat in der Saison 2001/02 erstmals in der Landesliga Süd Latein mit dem musikalischen Thema „Miss Saigon“ an und schaffte auf Anhieb mit dem 2. Platz den Aufstieg in die Oberliga Süd Latein. In der Saison 2002/03 und 2003/04 tanzte die Formation in der Oberliga Süd zum Thema „Dance & Music“. Die Mannschaft bestand in den folgenden Jahren zwar weiter, trat aber nicht mehr zu Ligaturnieren an.
Ein B-Team des TSC Rot-Weiß Rüsselsheim trat nochmal in der Saison 2009/10 mit dem musikalischen Thema „Swing 2010“ in der Landesliga Süd Latein an und erreichte dort den 2. Platz.
Trainer des B-Teams waren zuletzt Andreas Pachert und Svenja Tiegel.

### Weitere Latein-Teams
Im Zuge der Zusammenarbeit mit dem TSC Metropol Hofheim und dem TC Blau-Orange Wiesbaden konnten in der Formationsgemeinschaft weitere Mannschaften aufgestellt werden:
- in der Saison 2015/16 ein B- und C-Team, die jeweils in der Oberliga Süd Latein antraten und ein D-Team, das in der Landesliga Süd Latein antrat
- in der Saison 2016/17 wieder B-, C- und D-Team, die alle in der Oberliga Süd starteten
- in der Saison 2017/18 ein B-Team in der Regionalliga Süd und ein C-Team in der Oberliga Süd.

## Sonstiges
Im November 2011 wurden Reinhold Stumpf und Britta Rossbach Vizeweltmeister im Tango Argentino.